# Phomopsis columnaris
Phomopsis columnaris är en svampart som beskrevs av D.F. Farr & Castl. 2002. Phomopsis columnaris ingår i släktet Phomopsis och familjen Diaporthaceae.   Inga underarter finns listade i Catalogue of Life.